# Uniclypea
Uniclypea is een geslacht van vliesvleugeligen uit de familie Pteromalidae. De wetenschappelijke naam van dit geslacht is voor het eerst geldig gepubliceerd in 1976 door Boucek.

## Soorten
Het geslacht Uniclypea omvat de volgende soorten:
- Uniclypea conica Boucek, 1976
- Uniclypea deporai Boucek, 1988
- Uniclypea elongata Sureshan & Narendran, 1997
- Uniclypea kumarani Sureshan & Narendran, 1995